# 寄宮
寄宮（よりみや）は、沖縄県那覇市の地名。「よせみや」とも呼ばれる。寄宮1～3丁目と字寄宮からなる。郵便番号は902-0064。

寄宮にある公共施設のひとつ、那覇市民会館

座標: 北緯26度12分38秒 東経127度41分36秒 / 北緯26.21056度 東経127.69333度

## 地理
那覇市真和志支所管内に属し、壺屋・三原・長田・樋川・国場・識名と隣接する。住民の多くは、戦後すぐに米軍に接収された現在の那覇新都心地区からの移住者で、銘苅・平野（上之屋の一部）などの自治会が存在する。新都心に戻った人も多い。寄宮1、2丁目付近には郵便局、NTTなどの旧公社がある関係上、本土復帰直後から沖縄転勤組の人も多かった。沖縄県知事公舎周辺は、区画整理によって道路が比較的規則正しく引かれるようになったが、寄宮1・2丁目の一部分と寄宮3丁目、字寄宮は、同支所管内の他の町に見られるようなスプロール現象によって住宅地が不規則に形成され、現在も区画整理などの具体的な計画はない。

## 歴史
1946年に字与儀の宮城原（みやぎばる）と字国場の寄増原（よせましばる）、洗田原（あらいたばる）の三つの小字から成立。寄増原と宮城原の合成地名である。元々の読みは「よせみや」であったが、現在の正式地名は「よりみや」である。
戦前は沖縄県営鉄道与儀駅を挟んで農業試験場があったが、戦後、首里崎山に移転（その後再移転）し、跡地が真和志地区で真っ先に区画整理され、知事公舎（当時は主席官舎）が1955年に完成したのを皮切りに、数多くの公共施設が立地した。
1972年5月15日の本土復帰の日、寄宮地区は市民会館で復帰記念式典（東京・日本武道館との2会場開催）が行われる一方、与儀公園は復帰のやり方や式典に反対する抗議集会が開かれた。現在でもメーデーなどでは集会の舞台となっている。

## 施設

### 寄宮1丁目
- 沖縄県知事公舎
- 那覇市立中央図書館・那覇市中央公民館（旧 琉米文化会館）
- 那覇市民会館(休館中)
- 与儀公園
- さくら保育園
- 宮城原保育園
- わかば保育園
- 那覇東郵便局
- NTT西日本沖縄支店那覇収容局（ホストネームとして yosemiya.okinawa.ocn.ne.jp の文字列が使われている）
- タウンプラザかねひで与儀公園市場

### 寄宮2丁目
- 那覇市真和志支所
- 沖縄県立那覇特別支援学校
- 沖縄南部療育医療センター（旧 沖縄整肢療護園）

### 寄宮3丁目

那覇市立真和志小学校

- 那覇市立真和志小学校
- 那覇市立真和志幼稚園
- JAおきなわ真和志支店

### 字寄宮
- 沖縄海邦銀行寄宮（よせみや）支店
- 琉球銀行寄宮（よせみや）支店

### その他
- 那覇市立寄宮中学校（長田1丁目／読みは「よりみや」）

### かつて存在した施設
- 沖縄県工業試験場
- ゆうな荘
- 沖縄県土地改良会館(南風原町に移転)
- 沖縄銀行真和志支店

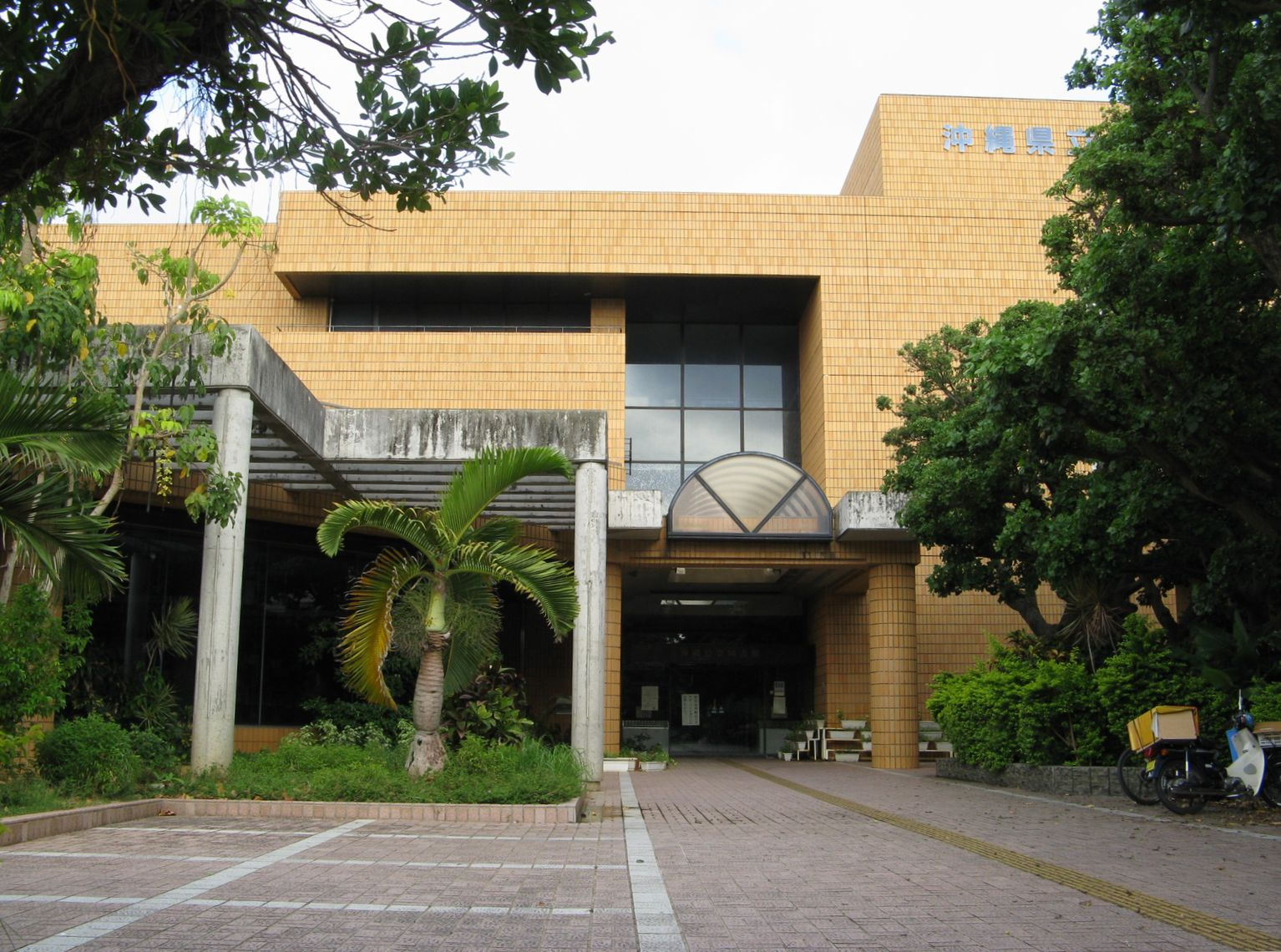
沖縄県立図書館

- 沖縄県立図書館（本館、那覇バスターミナル3-5階に移転）
- 沖縄海邦銀行神原支店(ATMのみ当地に残る)

## 交通

### バス
以下のバス停が存在する。
- 与儀十字路（バスターミナル向け、旧県立那覇病院前）
- 県立看護大学前
- 寄宮十字路
- 真和志支所前

上記バス停に停車する主な路線を掲載する。
- 3番・松川新都心線 （那覇バス市内線）
- 5番・識名牧志線 （那覇バス市内線）
- 6番・那覇おもろまち線 （那覇バス市内線）
- 17番・石嶺線（那覇バス市内線）
- 31番・泡瀬西線（東陽バス）
- 40番・大里線（沖縄バス）

国際通りトランジットモール・那覇まつり・首里城祭開催時は、
上記に加えバイパス経由沖縄市方面、首里・国際通り経由のほとんどのバスが与儀十字路（バスターミナル向け）を経由する。
なお、神原バス停は樋川側のみなので寄宮側には存在しない。

## 出身者
- 唾奇 - ラッパー